# Коломна
Коло́мна (на руски: Коломна) е град в Русия, Московска област, административен център на Коломенски район (без да влиза в състава му).

## География
Градът е разположен при сливането на река Москва, река Ока и река Коломенка (приток на Москва). Населението на града е 144 316 души (1 януари 2014).

## История
Счита се, че за първи път е споменат като съществуващ град още през 1177 г., но по нови данни трябва да е основан между 1140 и 1160 г. От средата на ХІІ до началото на ХІV век градът е столица на Коломенското княжество в рамките на Рязанското княжество. Коломенското княжество е присъединено към Московското княжество през 1301 г.
Става център на уезд в Московската губерния през 1781 г. Свързването на града чрез железопътна линия с Москва (1862) дава тласък за развитието му като промишлен център.

## Други
Сред големите предприятия в града са Коломенският завод за локомотиви, Коломенският завод за тежко машиностроене, циментов завод. Произвеждат се селскостопанска техника, стоманени въжета, фасадни бои, мебели. Има също шивашка и хранителна промишлиност.
Най-голямата забележителност на града е Коломенският кремъл (средновековна крепост по подобие на Московския кремъл), от който са запазени тухлените крепостни стени и порти – Пятницки врата и др. В него се намира Успенският събор. В града има също и други забележителности: църкви в града, 2 манастира наблизо, културни центрове, 3 музея (регионален, военно-исторически, литературен), паметници, център за бягане с кънки.
Функционират Московски областен социално-хуманитарен институт, 3 филиала на висши училища.

## Известни личности
Родени в Коломна
- Виталик Бутерин (р. 1994), софтуерен инженер
- Вадим Руднев (р. 1958), семиотик
- Михаил Тюрин (р. 1960), космонавт